# 喬治湖 (紐約州)

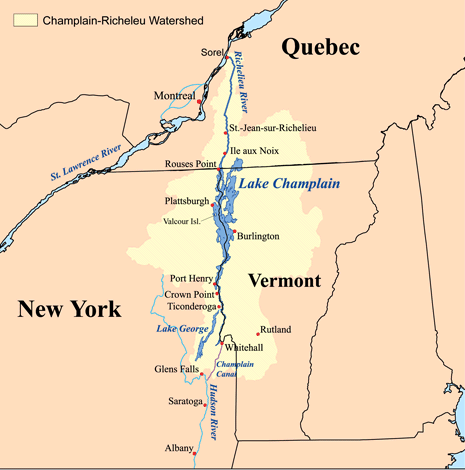
喬治湖－尚普蘭湖－黎塞留河－聖羅倫斯河河系圖

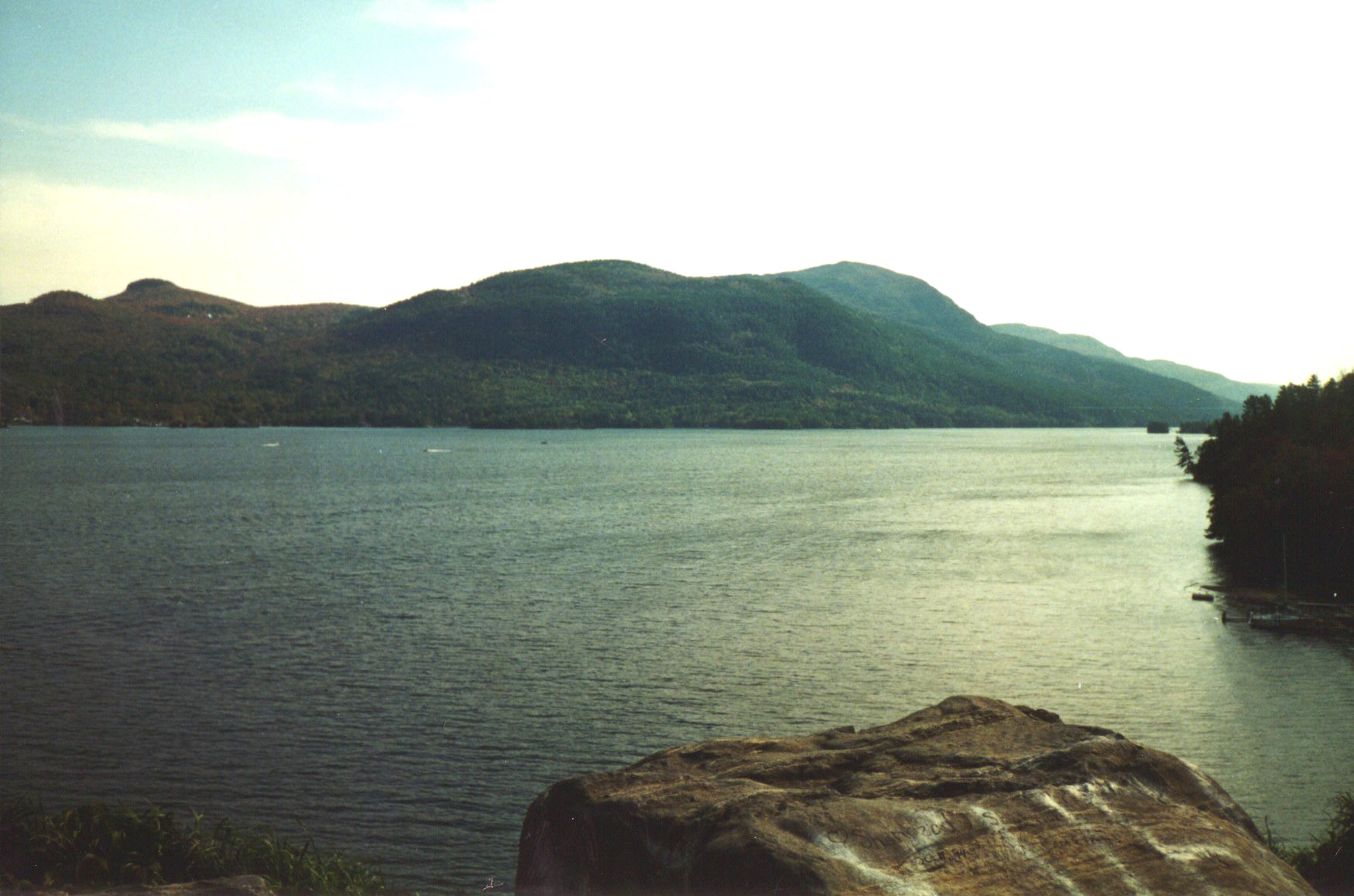
自安息日角眺望

喬治湖 （英語：Lake George）是美國紐約州的一個湖泊，位於阿第倫達克山脈東南麓，呈西南東北走向。面積113平方公里。長54公里，闊1.7至5公里。湖水經一條小河連接到尚普蘭湖，最終經聖羅倫斯河注入大西洋。
1609年法國探險家山姆·德·尚普蘭成為到訪當地的第一個歐洲人，但未有為其命名。1646年法國傳教士命名為Lac du Saint-Sacrement。1755年英國軍隊在湖的南岸建立堡壘並改湖名為喬治湖，以紀念英王喬治二世。
自19世紀末以來，吸引了不少富有的旅客。